# William S. Darling
William S. Darling (født, 14. september 1882, død 15. december 1963) var en ungarsk-født amerikansk scenograf, der var mest prominent i 1920'erne og 1930'erne.
Darling modtog seks nomineringer til en Oscar for bedste scenografi og vandt 3 gange. Han blev optaget i Art Directors Guilds Hall of Fame i 2012. Ifølge ADG var Darling en af de "mest indflydelsesrige designere i de tidlige dage af Hollywoods golden age."

## Biografi
Darling blev født Vilmos Béla Sándorházi (også Adalbert Sandorhazi) i Sándorháza, Østrig-Ungarn. Han startede oprindeligt med at læse arkitektur på grund af sin fars ønske, men skiftede senere til Budapest akademi for billedkunst, hvor han studerede maleri.
Han fortsatte sine studier på et stipendium ved École des Beaux-Arts i Paris, Frankrig.
I 1910 immigrerede Darling til New York City under navnet Adalbert Sandorhazi.
Han startede en succesfuld karriere som portrætmaler. Han ændrede sit navn fra Sandorhazi under første verdenskrig, da hans kone foreslog at han tog hendes fødenavn for at undgå den udenlandske udtale. Omkring 1920 flyttede han til sydcalifornien hvor han begyndte at arbejde som scenograf på film, og blev hurtigt leder af kunstafdelingen i 20th Century Fox.
Darling arbejde på 61 filmproduktioner mellem 1921 og 1954.
Darling var nomineret til en Oscar for bedste scenografi 6 gange mellem 1934 og 1947.
Han vandt en Oscar for Cavalcade i 1933, Sangen om Bernadette i 1943 og Anna og kongen af Siam i 1946.

## Udvalgte film
- Ildhesten (1924)
- Cavalcade (1933) - Vandt en Oscar
- Judge Priest (1934)
- Fangen på Hajøen (1936)
- Lloyds of London (1936) - Nomineret til en Oscar
- Lille Willie Winkie (1937)
- Og regnen kom (1939) - Nomineret til en Oscar
- Sangen om Bernadette (1943) - Vandt en Oscar
- Himmeriges nøgler (1944) - Nomineret til en Oscar
- Anna og kongen af Siam (1946) - Vandt en Oscar